# 聖神社 (鳥取市)
聖神社（ひじりじんじゃ）は鳥取市行徳地区の西端部にある神社である。鳥取城と鹿野城を結ぶ鹿野往来（現在の県道41号・21号などに相当）という街道に面し、街道が鳥取市を流れる千代川に差し掛かる場所に位置する。
鳥取市中心市街地の商店街の大半を氏子にしており、2年に一度神輿や屋台が巡幸する神幸祭が行われることで有名。地元では聖神社と神幸祭のことを親しみを込めて、聖（ひじり）さんと呼んでいる。
江戸時代に建築された社殿は鳥取県の保護文化財に指定されているほか、鳥取県の「建物百選」に選出。また社叢は鳥取市の保存樹林となっている。神幸行列は鳥取県の無形民俗文化財に指定されている。

## 由緒

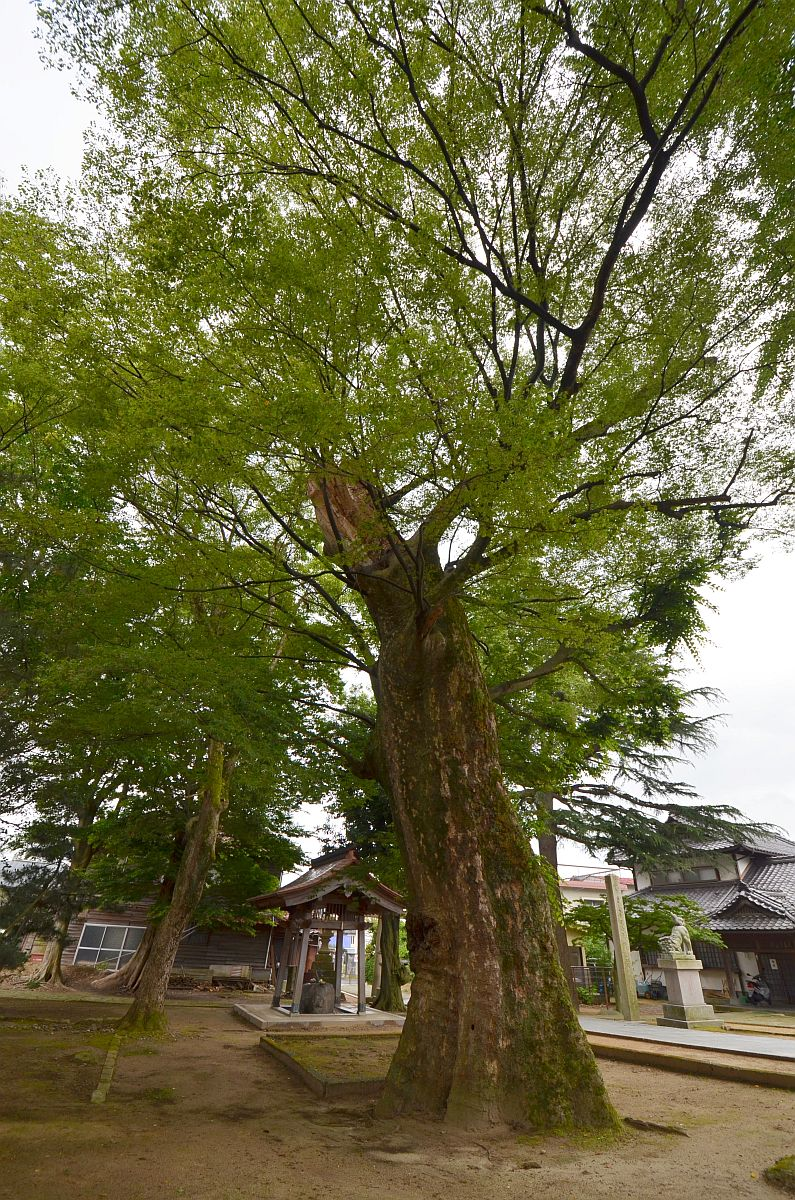
1710年築の本殿より古いとされる境内の大ケヤキ

### 創建
聖神社の濫觴は不明である。
江戸時代初期の『因幡民談記』（1688年成立）には聖神社の創始に関する伝承が掲載されている。これによれば、とある遊行上人が因幡国へ回国してきて、この地で没したのだという。そこで村人がこの高僧を弔い崇めたのが聖神社の始まりだという。
江戸時代の史料によると、当時の祭神は現在と異なり、「瓊瓊杵尊」（ニニギ）とその父「吾勝尊」の2座である。聖神社自身では、「吾勝尊」は「日知りの神」と呼ばれていたことから社名を「ひじり」と称するようになったのではないかと推測している。

### 江戸時代
神社に伝わる棟札は、本殿が宝永7年（1710年）に再建されたものであることを伝えている。その後寛政年間（1789年 - 1801年）に改築され、現在に至る。拝殿は文化12年（1815年）に造営したもの。
『因幡志』（1795年成立）によると、行徳村の「聖大明神」が安永5年（1776年）8月に神階として正一位を授かったとある。それまでは9月11日に秋の祭礼があったが、これを機に、翌安永6年（1777年）6月6日から夏の例祭を行うようになったという。さらに天明3年（1783年）からは、千代川の河原への神幸祭が始まり、神輿濯という神事を執り行うようになった。翌天明4年（1784年）からは、これに町人の氏子講が加わるようになった（詳細は#神幸祭参照。）。
この夏祭りは城下でも極めて賑やかなもので、鳥取藩主の子女も河原へ見物に繰り出すほどだったが、祭りがあまりにも加熱しすぎたため、一時は藩主が祭礼を禁止するまでになった。再開された後も、雨天で中止となったのを不服とした氏子たちが寺社奉行へ訴え出る騒ぎも起きている。

### 近代
明治時代初期に恵比寿社を合祀し、これにより祭神に事代主神が加わった。明治4年（1871年）には近代社格制度のもとで郷社に列された。

### 現代
昭和32年（1957年）、本殿が鳥取県の保護文化財に指定された。平成17年（2005年）には幣殿と拝殿の透塀や棟札16枚が保護文化財に加えられている。また、神幸祭（春の例祭）が平成14年（2002年）に鳥取県の無形民俗文化財となった。

## 祭神
- 邇邇藝命[2]（ににぎのみこと：天津日高日子番能邇邇芸命[3][5]）
- 日子穂穂手見命[2]（ひこほほでみのみこと：天津日高日子穂穂手見命[3][5]）
- 事代主神[2][5]（ことしろぬしのかみ：言代主神）

江戸時代には「聖大明神」と通称されており、文政12年（1829年）成立の『鳥府志』では、祭神を「吾勝尊」および「瓊瓊杵尊」の父子神と伝える。安政6年（1859年）の史料では鳥取城の城下町の産土神とされている。
明治の初めに、境内の恵比寿社を合祀したことで事代主神も祭神に加わった。このほかに境内末社があり、保食神が祭られている。

## 境内
境内は3,844平方メートル（約1160坪）。

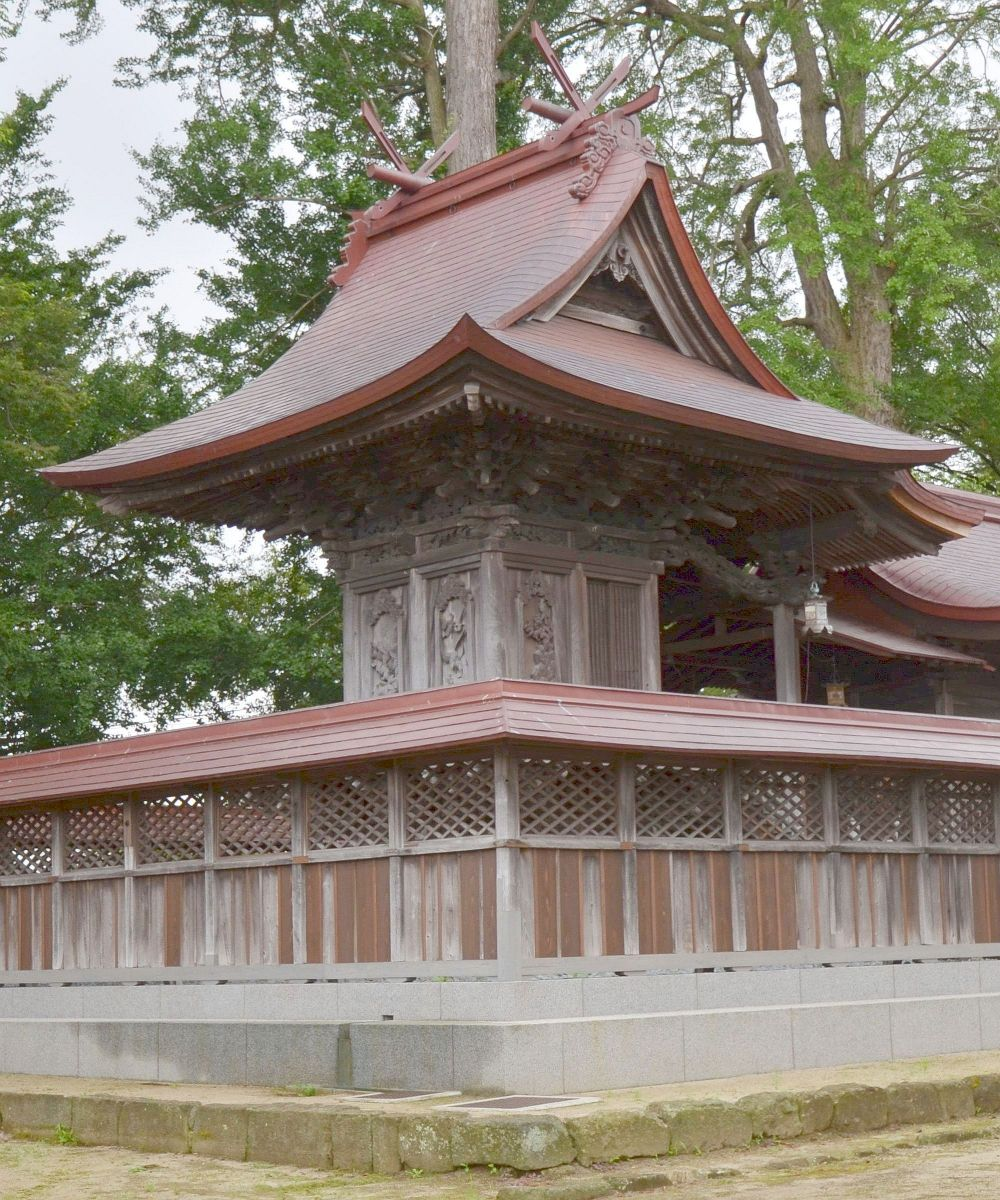
本殿
本殿は入母屋造で、桁行1間、梁間2間。8尺（約2.4メートル）四方。
南面し、正面には千鳥破風があり、さらに唐破風の向拝が1間の寸法でせり出している。
基礎部分は、基壇（土盛り）の上に花崗岩製の亀腹（基礎石）を配している。これに乗った柱の上には斗栱（構造と装飾を兼ねる木組み）が「4手先」（4段階の木組み）で組まれていて、これが建物周囲の回廊を支えている。軒下は3手先。建材には総てケヤキが使用されており、木部には細部にいたるまで浮彫などの彫刻が施されている。その主題は、「波に鯛」、「岩に虹」、「鷹に猪」、「竜」、「鳳凰」、「桐葉」、「雲形」など。屋根は銅板による平板葺きである。
棟札写によれば、この本殿は江戸時代中期の宝永7年（1710年）閏8月に再建されたものである。その後、寛政年間（1789年 - 1801年）に改築され、現在に至る。
建築様式は当世風というよりは桃山時代の特徴を有しており、建築そのものは木割が大きい大胆重厚なつくりでありながら、細部は彫刻による装飾が豊かである。これは因幡国や伯耆国東部の神社本殿建築の特徴でもある。『鳥府志』（1829年成立）では、「国中無双の麗宮」「工匠巧を究め彫刻美を尽せリ」と評している。
この本殿は昭和32年（1957年）4月16日に鳥取県の保護文化財「聖神社本殿（県指定の彫刻及び建造物）」に指定されている。
拝殿・幣殿
拝殿は文化12年（1815年）の建築と伝わる。この拝殿と幣殿、これらを囲う透垣は、平成17年（2005年）11月29日に県の保護文化財として追加指定を受けた。
その他の主要建築物
境内には、神輿庫、神具庫、手水舎、社務所がおかれている。また、境内神社として稲荷神社ほか1社がある。
社叢
境内の樹木には、本殿が再建された時期よりも古くからあると推定されるイチョウとケヤキの巨木がある。これらは「聖神社社叢」として昭和53年（1978年）に鳥取市の保存樹木・樹林に指定された。

## 神事・行事
1年通して神事・行事が催されるが、最大の行事は隔年の5月第3土・日に開催される神幸祭である。
| 1月1日       | 歳旦祭             |
| 2月3日       | 節分祭             |
| 2月11日      | 紀元祭             |
| 3月下旬      | 寿齢祭             |
| 5月第3土・日 | 春祭（隔年神幸祭） |
| 6月30日      | 大祓式             |
| 7月18・19日  | 夏祭               |
| 9月18・19日  | 例祭（秋祭）       |
| 11月15日     | 七五三祭           |
| 12月31日     | 除夜祭／大祓式     |

## ギャラリー

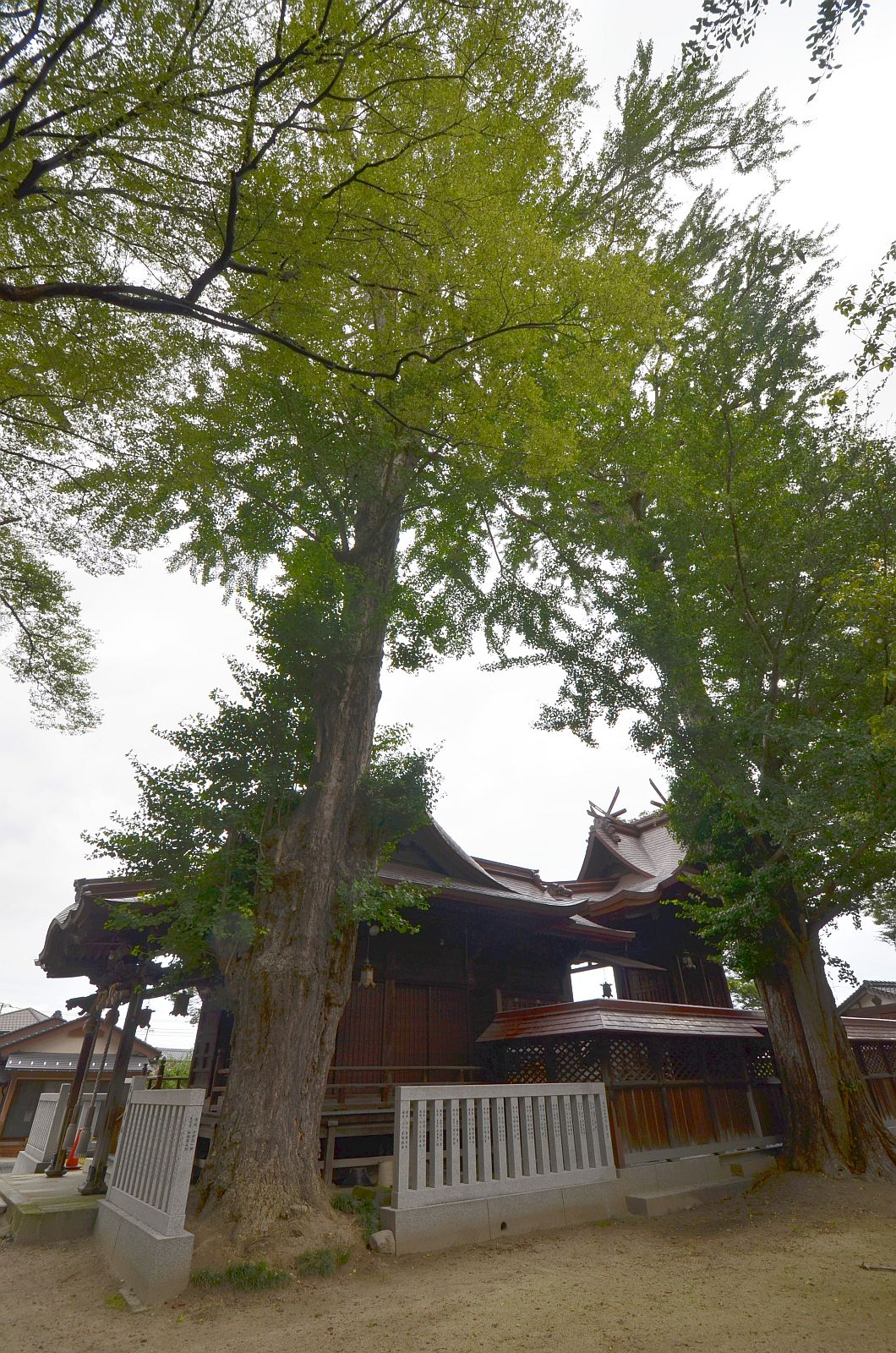
鳥取市の保存樹に指定されている大イチョウ

## 神幸祭
聖神社最大の神事であり、鳥取市中の祭礼で最も規模の大きい行事が、隔年（西暦偶数年）で開かれる聖神社の神幸祭である。この神幸祭のことを指して聖（ひじり）さん、聖大祭と地元では言われている。神社の神輿や、氏子町内が保有している屋台（一般的に山車・山鉾と言われているもの）が鳥取市街を巡幸する行事であり、鳥取の初夏の風物詩となっている。
屋台は巡幸中、囃子と合わせて「エーラヤッチャ、コーラヤッチャ、マエダヨ・マエダヨ」と掛け声をしながら行進し、氏子町内を中心とする市街の要所で停車し踊り・囃子を披露する。また、市中の商店などからご祝儀（地元では花と呼ばれる）をいただき、屋台を通して披露する。
氏子町内の熱意もさることながら、県外からこの大祭のために帰省する者や、氏子町内の者でなくても一度参加したことをきっかけに以後継続的に参加する者も多い。鳥取市中で最大の神事であると同時に、鳥取城下の町衆の文化を今に伝える数少ない伝統行事でもあることから、氏子町内のそれぞれが屋台を支え敬ってきた事を誇りに240年に渡る心意気を今日に伝承している。
平成15年(2003)3月28日、「聖神社の神幸行列」として鳥取県指定無形民俗文化財に指定された。

### 氏子
中心市街地の44町内を氏子としている。
- 富桑校区

行徳一区・行徳二区・行徳三区・千代町一区・千代町二区・千代町三区
- 明徳校区

行徳四区・南行徳・有楽町・今町一丁目・今町二丁目・瓦町・瓦町クローバークラブ・太平町・棒鼻
- 日進校区

弥生町・弥生町一区・栄町昭和通・本通商店街・末広温泉町・永楽温泉町
- 遷喬校区

元町・川端一丁目・川端二丁目・川端三丁目・戎町一区・新町・元魚町一丁目・元魚町二丁目・二階町二丁目・二階町三丁目・本町三丁目
- 醇風校区

寿町一区・寿町二区・新品治町・川端四丁目・内市・川端五丁目・元魚町三丁目・元魚町四丁目・二階町四丁目・本町四丁目・茶町

### 沿革
聖神社の夏祭りの創設は、江戸時代中期の安永年間（1772年 - 1781年）にさかのぼる。その正確な年代については資料によりばらつきがあるが、聖大明神（聖神社）が正一位の神階を賜ったのを機に、庶民参加の祭りが始まったとされている。それ以前には秋の例祭を9月11日に行っていたが、このときから6月6日の夏祭りも営まれるようになったという。
天明3年（1783年）からは千代川の河原への神幸祭と神輿濯の儀式がはじまり、翌天明4年（1784年）からは、これに町人の氏子講が加わるようになった。聖神社の裏手には鳥取城と鹿野城をむすぶ鹿野街道が通じていて、聖神社を過ぎると千代川の土手を越え、千代川の河原に出る。ここは「古海の渡し」といい、鹿野街道の渡し場があり、鳥取藩主の舟遊びや藩兵の訓練、因幡東照宮（樗谿神社）の神事などに利用されていた。因幡東照宮（樗谿神社）はその名の通り徳川家康（東照大権現）や鳥取藩主（家康の子孫）を奉斎しており、千代河原（古海の渡し）への神輿御幸の神事（権現祭り）の伝統があった。これは武士による格式を重んじる祭礼だったのに対して、聖大明神（聖神社）の御幸祭りは庶民参加の祭礼だったところに大きな特徴がある。
この祭礼はしばらく6月6日から6月11日の期間で行われていたが、寛政年間（1789年 - 1801年）前後に、6月11日に改められた。
この夏祭りは城下でも極めて賑やかなもので、鳥取藩主の子女も河原へ見物に繰り出すほどだったが、祭りがあまりにも加熱しすぎたため、一時は藩主が祭礼を禁止するまでになった。再開された後も、雨天で中止となったのを不服とした氏子たちが寺社奉行へ訴え出る騒ぎも起きている。

### 日程
西暦偶数年に大祭が催される。
- 5月第3土曜：宵宮祭

各町内が思い思いに屋台を繰り出し（行列にはならない）、市中を練り歩く。
- 5月第3日曜：神幸祭

榊・麒麟獅子・神輿・屋台による行列が市中を練り歩く。行列は早朝の御霊遷しの後、社頭を出発し氏子町内を巡り夕方には境内設置の御旅所へ戻り御旅所祭を行う。ただし、時間の都合上途中から行列を離脱する屋台もある。
各町内により時期に差はあるものの、概ね4月後半～5月前半から大祭に向けた踊り・囃子の練習が行われる。

### 屋台
神幸祭は下記の一番組、二番組、三番組の順に行列が組まれる。一方、宵宮祭は屋台のみ（下記の二番組、三番組）が参加する。

#### 一番組
- 榊

行列の先頭で進路を祓い清める。
- 麒麟獅子

吉兆の神獣麒麟を象った獅子が神輿を先導する。
- 神輿

神幸祭の中心。神様・御霊（みたま）の乗り物で氏子町内を巡幸する。
- 神職・供奉員

宮司始め神様に仕え奉祝する神職と敬神会代表。

#### 二番組

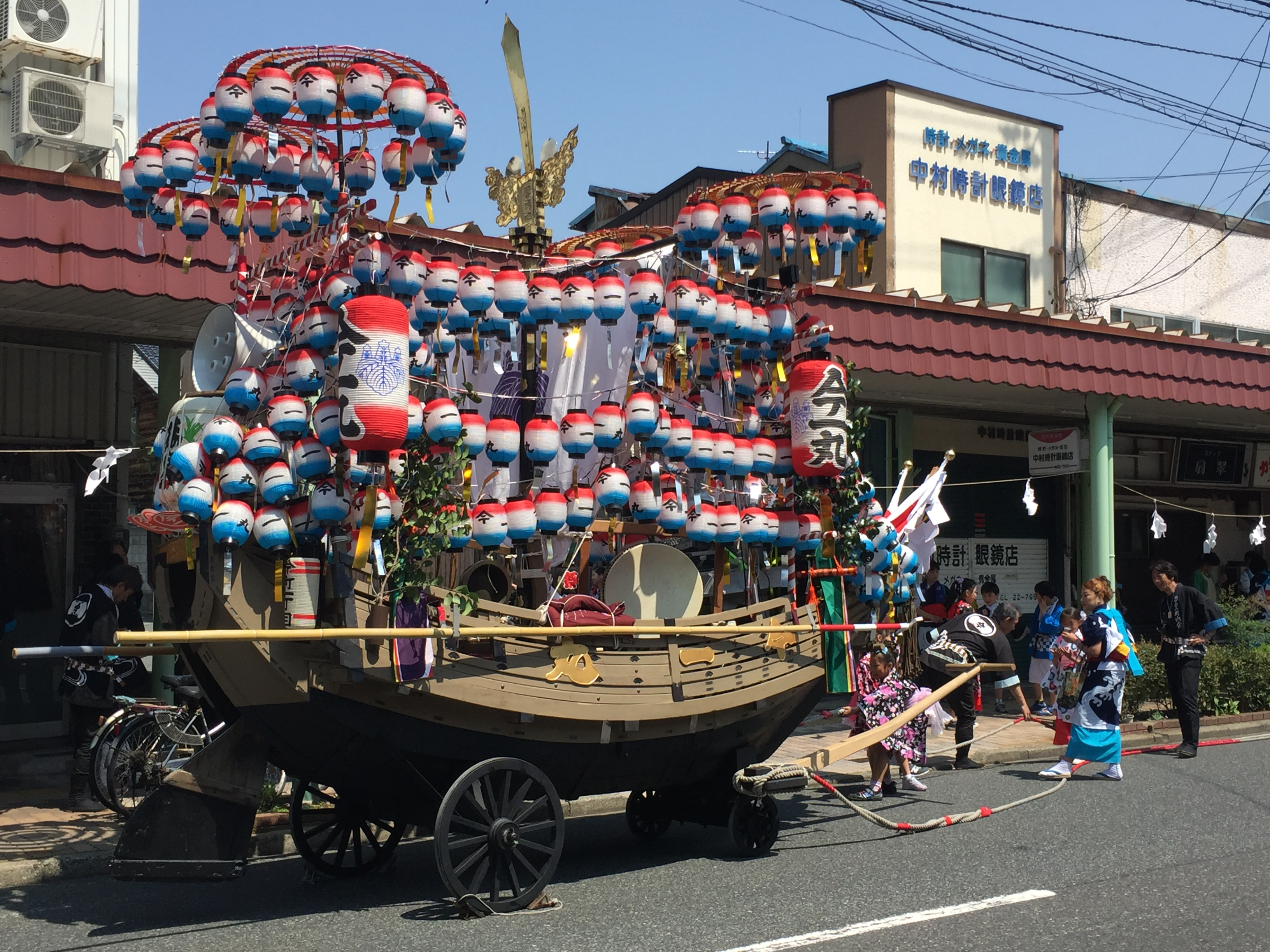
今町一丁目屋台・鳥取市瓦町にて

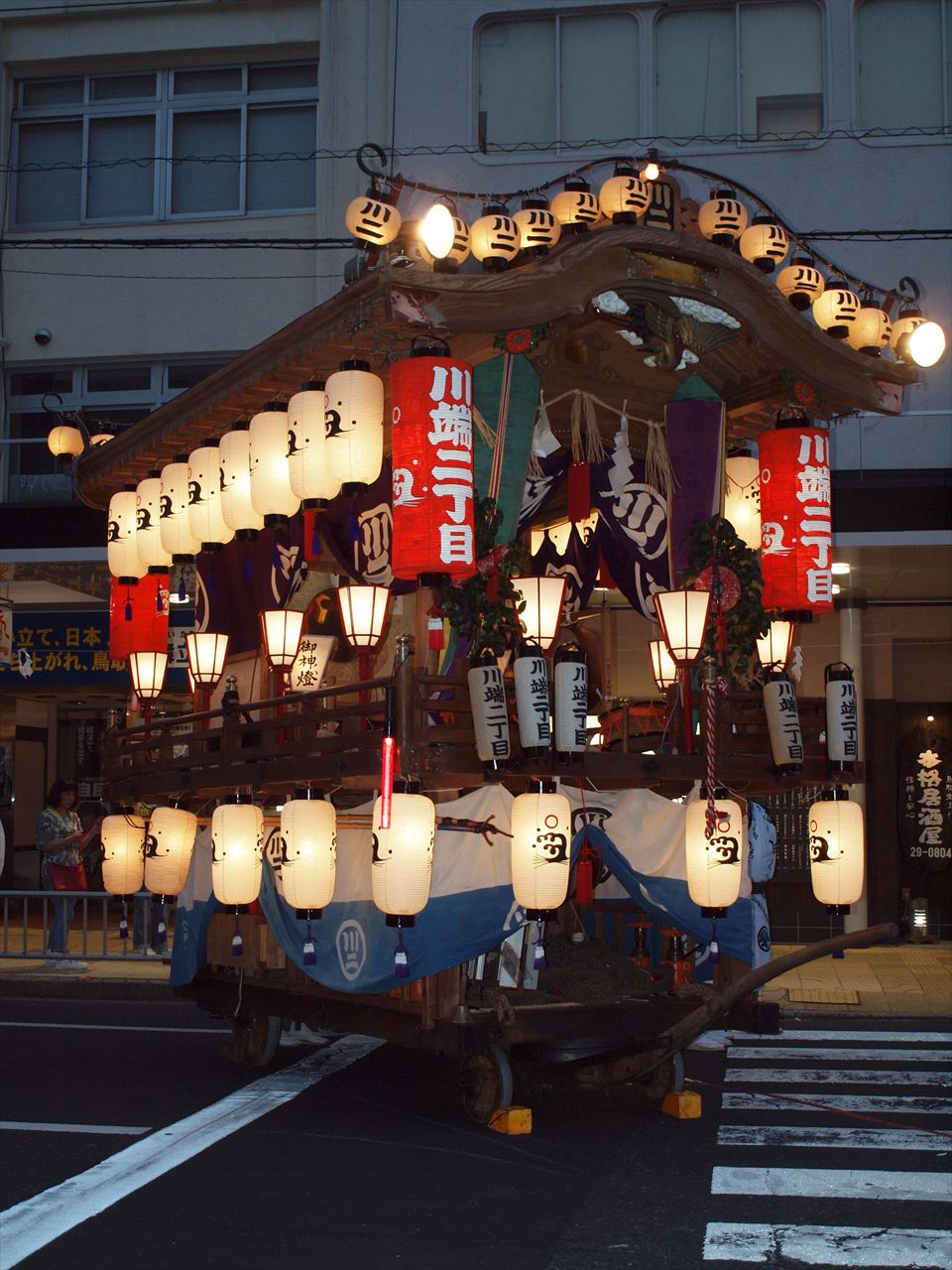
川端二丁目屋台・鳥取市本通りにて

神社より賜った神具や神器を奉載する屋台。神幸祭の行列では順番が固定。
- 川端三丁目

屋台の先頭を務める。神具の御神酒を奉載。平成24年(2012)から巡幸への参加を取りやめている。
- 今町一丁目

通称「今一丸」と呼ばれる舟形屋台。約150年程前に建造され、鳥取大火を免れた最も古い屋台。神具の鉾・御神酒を奉載。
- 新町

神具の宮太鼓を奉載。
- 川端二丁目

神具の三種の神器を奉載。
- 川端一丁目

神具の金幣を奉載。
- 行徳四区

宮元の大胴を奉載。
- 行徳三区

宮元の元締め屋台。

#### 三番組
神具や神器を奉戴しない屋台。行列の順番は毎回くじで決定する。
- 末広温泉町
- 元町
- 鹿野街道筋振興会
- 今町二丁目・棒鼻
- 瓦町
- 有楽町
- 南行徳